# Atelopus arsyecue
Espèce
Statut de conservation UICN

 CR A3ce : 
En danger critique
Atelopus arsyecue est une espèce d'amphibiens de la famille des Bufonidae.

## Répartition
Cette espèce est endémique du département de Cesar en Colombie. Elle se rencontre entre 2 000 et 3 500 m d'altitude dans les páramo et  subparamo de la Sierra Nevada de Santa Marta.

## Publication originale
- Rueda-Almonacid, 1994 : Estudio anatómico y relaciones sistemáticas de Centrolene geckoideum (Salientia: Anura: Centrolenidae). Trianea (Acta cientifica y tecnológica INDERENA), vol. 5, p. 133–187.